# Маршалл, Эндрю (аналитик)
Эндрю Маршалл (англ. Andrew Marshall; 13 сентября 1921, Детройт — 26 марта 2019, Арлингтон) — американский математик, стратегический аналитик Министерства обороны США. Предсказал ряд важных изменений в мире, включая распад СССР, повышение геополитической роли Китая и широкое использование робототехники в военных операциях.

## Карьера
С 1949 работал математиком в RAND Corporation.
Был одним из авторов первой математически обоснованной так называемой «национальной разведывательной оценки» (1971). С 1973 года — руководитель секретного отдела стратегического анализа (ONA), Функции отдела включают сравнительную оценку военно-технического потенциала США и их возможных противников. Работа отдела играет важную роль в определении и долгосрочном планировании военной стратегии США. Большинство исследований Маршалла засекречено.

## Роль в холодной войне
Предсказал возможность разрушения СССР путём вовлечения в гонку вооружений, непосильную для советской экономики. Концепция была воплощена в жизнь путём принятия программы создания стратегического бомбардировщика B2 Stealth bomber и Стратегической оборонной инициативы (СОИ).

## Смерть
Маршалл Эндрю умер 26 марта, в 2019 году, в Арлингтоне, Вирджиния, в возрасте 97 лет.[19][20]